# Голоушев, Сергей Сергеевич
Серге́й Серге́евич Голоу́шев, более известный как Глаго́ль (другие псевдонимы: С. Сергиевич, De Sergy; 18 февраля [2 марта] 1855, Санкт-Петербург, Российская империя — 15 июля 1920, Москва, РСФСР) — русский революционер, деятель народничества, в последующем — живописец и график, весомая фигура художественной Москвы времён Серебряного века, врач, художественный и театральный критик.

## Биография
Родился 18 февраля (2 марта по новому стилю) 1855 года в Санкт-Петербурге в дворянской семье начальника Оренбургского жандармского управления.
Учился в Ставропольской и Оренбургской гимназиях. В 1872 познакомился с революционером-народником М. Д. Муравским. Под его влиянием встал на позиции народничества, возглавив оренбургский народнический кружок.
В 1873 году Голоушев поступил в Петербургскую медико-хирургическую академию, где сблизился с революционными кружками и организовал свой кружок, названный «голоушевцы». В мае 1874 года он приехал в Оренбург, откуда вместе с Муравским по уфимскому тракту прошел до Уфы. Вёл пропаганду в Пермской и Вятской губерниях. В августе 1874 года в Яранске (Вятская губерния) был арестован. 5 мая 1877 года предан суду (в рамках «Процесса ста девяноста трёх») и приговорён к заключению. По освобождении вошел в кружок Н. К. Михайловского. В марте 1878 снова был арестован по делу В. И. Засулич и в апреле этого же года выслан под надзор полиции в Архангельскую губернию.
Был призван в Русскую императорскую армию и с ноября 1879 по май 1880 года служил в 90-м Онежском пехотном полку. Затем в 1884 году окончил медицинский факультет Московского университета и занимался врачебной практикой, а также научной работой. В 1880-х годах учился в Московском училище живописи, ваяния и зодчества. Был участником различных выставок, включая Товарищество передвижников.
Являлся автором статей в московских и петербургских журналах о живописи и художниках. Автор монографий о Ф. В. Боткине (1907), И. И. Левитане (1910), М. В. Нестерове (1914), С. Т. Коненкове (1920). С 1902 года преподавал в Строгановском училище пластическую анатомию; в 1907—1913 годах там же руководил литографской мастерской. Являлся членом Общества преподавания графических искусств (с 1910) и творческого кружка «Среда» (с 1886).
Произведения С. С. Голоушева находятся в Государственной Третьяковской галерее, Государственном Русском музее, музее изобразительных искусств имени Пушкина.
Умер 15 июля 1920 года в Москве.

## Публикации
- Джемс Линч и Сергей Глаголь (Сергеевич). Под впечатлением Художественного театра. М., 1902.
- Глаголь С. Федор Владимирович Боткин, 1861–1906 : очерк / С. Глаголя, портр. худож. и 21 снимок с его произведений. — М. : Т-во тип. А. И. Мамонтова, 1907. — 15 с. : [21] л. ил., 1 л. портр.